# Whichford
Whichford est un village et une paroisse civile du Warwickshire, en Angleterre. Administrativement, il dépend du district de Stratford-on-Avon.
Il compte 299 habitants en 2021, pour une superficie de 8,551 km2.